# Cheo cheo Java
Cheo cheo Java danh pháp hai phần: Tragulus javanicus, là một loài thú thuộc họ Cheo cheo. Khi trưởng thành đạt kích thước như một con thỏ, khiến chúng trở thành loài động vật móng guốc nhỏ nhất. Sinh sống trong rừng rậm trên đảo Java và có lẽ trên đảo Bali, mặc dù sự hiện diện này không được xác minh.

## Phân loại
Danh pháp khoa học của cheo cheo Java là Tragulus javanicus, mặc dù danh pháp phân loại khác vẫn tồn tại, gồm có Tragulus javanica, Cervus javanicus, và danh pháp đồng nghĩa Tragulus fuscatus. Do báo chí dịch từng từ theo tên tiếng Anh (mouse deer) nên Cheo cheo Java còn được gọi bằng cái tên Hươu chuột Java. Tình trạng phân loại của cheo cheo Java còn nhiều tranh cãi, nhưng phân tích hộp sọ gần đây đã bắt đầu làm sáng tỏ sự phân loại không nhất quán này. Trước đây, cheo cheo Java, Tragulus javanicus, thường đại diện cho lớp rộng hơn thuộc họ cheo cheo lớn; nhưng phát hiện rằng, không giống cheo cheo Java, những loài khác không cư trú trên đảo Java. 3 nhóm loài thuộc chi Tragulus được nhận dạng dựa trên phân tích phép đo hộp sọ và mẫu nghiệm màu sắc lông thú. Ba nhóm loài là Tragulus javanicus, Tragulus napu, và Tragulus versicolor. Dựa trên phân tích kích thước hộp sọ, Tragulus javanicus sau đó tiếp tục được phân tách dựa theo hiểu biết về vị trí địa lý sinh vật: Tragulus williamsoni (phân bố miền bắc Thái Lan và có lẽ tại miền nam Trung Quốc), Tragulus kanchil (trên đảo Borneo, Sumatra, bán đảo Thái – Mã Lai, nhiều đảo thuộc quần đảo Sunda lớn, và lục địa Đông Nam Á), và Tragulus javanicus (đảo Java). Như vậy, do tính độc nhất trên đảo Java, cheo cheo Java hiện được xét là một loài riêng biệt, mặc dù thực tế này không ảnh hưởng đáng kể đến phân loại hiện tại.

## Diện mạo và đặc tính sinh học

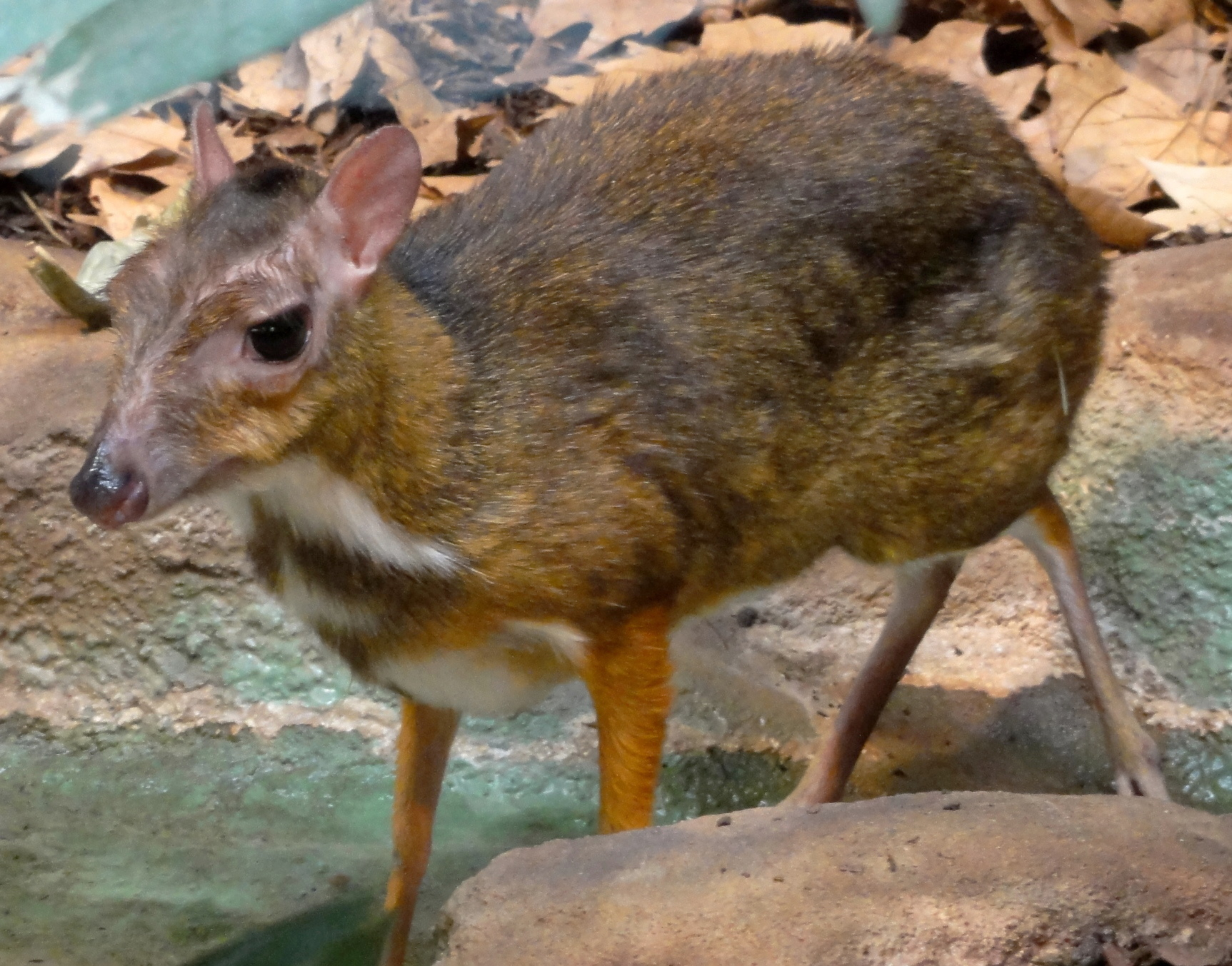
Cheo cheo Java tại vườn thú Frankfurt

Cheo cheo có đầu hình tam giác, lưng vòm cung, cơ thể tròn cùng một phần tư cơ thể phía sau nhô cao. Bốn chân mỏng, ngắn chống đỡ cho cheo cheo, khoảng bằng đường kính cây bút chì. Mặc dù cheo cheo Java không có gạc hay sừng như loài hươu thực sự, nhưng cheo cheo đực có răng nanh trên kéo dài giống ngà voi, nhô ra hướng xuống từ hàm trên dọc theo hai bên miệng. Con đực sử dụng "ngà" để bảo vệ bản thân và bạn tình chống lại đối thủ. Cheo cheo cái có thể phân biệt với cheo cheo đực do chúng thiếu cặp răng nanh nổi bật, và hơi nhỏ hơn so với con đực. Biên độ kích thước trung bình của cheo cheo Java khoảng 1–2 kg (2,2–4,4 lb), cheo cheo cái rơi vào khoảng nhỏ cuối chuỗi biên độ. Cheo cheo Java có thể phân biệt lẫn nhau do thiếu răng cửa trên. Bộ lông có màu nâu ửng đỏ còn dưới bụng màu trắng. Đốm trắng nhạt hoặc vết thẳng đứng cũng xuất hiện trên cổ con vật.
Cheo cheo Java có chiều cao trung bình khoảng 30 cm (12 in), chiều dài trung bình khoảng 45 cm (18 in) và đuôi dài trung bình 5 cm (2,0 in). Cheo cheo Java là loài nhỏ nhất còn tồn tại thuộc bộ Artiodactyla (guốc chẵn). Cheo cheo Java là động vật máu nóng và sinh vật hằng nhiệt, tỷ lệ trao đổi chất cơ sở trung bình đạt 4,883 W. Tragulus javanicus cũng sở hữu hồng cầu nhỏ nhất trong số những loài hữu nhũ, lượng hồng cầu đơn nhất đạt 12,8% trên tổng số hồng cầu đục lỗ trong chúng. Hồng cầu hốc đơn nhất và chưa bao giờ nhìn được trước sinh lý cùng bệnh lý. Cheo cheo Java cũng được xét là động vật nhai lại nguyên thủy nhất, do đó chúng cung cấp liên kết sống giữa loài không nhai lại và loài nhai lại.

## Tương tác sinh thái

### Phạm vi địa lý
Tragulus javanicus thường được xét là loài đặc hữu trên đảo Java, Indonesia. Từng có báo cáo chưa được xác minh phát hiện cheo cheo trên đảo Bali.

### Môi trường sống
Cheo cheo Java ưu thích môi trường sống thuộc độ cao cao so với mặt biển và vùng miền rừng rậm nhiệt đới trên đảo Java, mặc dù chúng không xuất hiện ở độ cao thấp hơn giữa 400–700 m (1.300–2.300 ft) trên mực nước biển. Trong ngày, cheo cheo Java có thể lang thang tại khu vực đỉnh hẽm núi bao quanh bởi những bụi tre rậm rạp, thông qua đó cheo cheo xây dựng đường hầm xuyên qua thảm thực vật dày dẫn đến nơi nghỉ ngơi và khu vực kiếm ăn. Vào đêm tối, cheo cheo Java di chuyển đến khu vực chóp núi cao hơn và khô hơn. Lập luận rằng cheo cheo Java là loài sống "bìa rừng", ưa thích khu vực cây mọc rậm rạp dọc theo bờ sông. Ngoài ra, cheo cheo Java cũng từng sinh sống phổ biến tại khu vực ít cây xanh hơn rừng rậm đầy đủ cây xanh, mật độ cheo cheo có xu hướng giảm cân xứng như rừng ít mọc cây lớn.

## Tập tính

### Chế độ ăn uống
Cheo cheo Java chủ yếu ăn cỏ, mặc dù trong điều kiện nuôi nhốt từng quan sát được rằng cheo cheo còn ăn côn trùng cũng như tán lá. Thức ăn bao gồm chủ yếu những gì cheo cheo tìm thấy trên mặt đất trong thảm thực vật dày đặc mà chúng sinh sống. Cheo cheo ưa thích những loại cây tại khe núi tăng trưởng nhanh vượt trên những loại cây tầng thấp rừng kín, có thể do độ màu mỡ tăng cao của các hợp chất bảo vệ thứ cấp mà loài tại khe núi cung cấp. Chúng thường được phân loại là loài động vật ăn tán lá, chủ yếu ăn lá, cây bụi, cành non, chồi lá, nấm, ngoài còn có trái cây rụng. Lượng trái cây mà cheo cheo Java thường tiêu thụ có biên độ đạt khoảng 1–5 gam (0,035–0,176 oz), trong khi lượng hạt giống đạt khoảng 0,01–0,5 g (0,00035–0,01764 oz).

### Hành vi xã hội
Cheo cheo Java thường tập họp nhóm theo "bầy đàn". Trước đây người ta tin rằng cheo cheo Java là loài hoạt động về đêm, nhưng nhiều nghiên cứu gần đây chỉ ra rằng chúng không thực sự hoạt động về đêm cũng không hoạt động ban ngày, thay vào đó cheo cheo thường hoạt động hoàng hôn, có nghĩa cheo cheo thích hoạt động trong ánh sáng lờ mờ lúc bình minh và hoàng hôn. Tập tính này quan sát được trong cả đời sống hoang dã lẫn nuôi nhốt. Mặc dù cheo cheo Java hình thành nhóm gia đình cặp đôi kết hợp, chúng thường là loài vật e dè, đơn độc. Cheo cheo cũng khá tĩnh lặng; tiếng ồn duy nhất mà chúng phát ra là tiếng thét chói tai khi sợ hãi.
Cheo cheo đực chiếm lãnh thổ, đánh dấu lãnh thổ và bạn tình bằng dịch tiết từ tuyến mùi hơi giữa xương hàm dưới nằm dưới cằm. Dấu vết lãnh thổ này thường gồm vết tiểu tiện hay đại tiện để đánh dấu khu vực của chúng. Để bảo vệ bản thân, bạn tình hoặc lãnh thổ, cheo cheo chém quật đối thủ bằng cặp răng "ngà" nhọn, nhô ra. Cũng từng có quan sát rằng, khi bị đe dọa, cheo cheo Java sẽ đánh trả bằng móng guốc nhanh gọn trên mặt đất, đạt tốc độ lên đến 7 nhịp mỗi giây, phát ra âm thanh như một "hồi trống". Lãnh thổ loài Tragulus javanicus, con đực và con cái từng có quan sát chồng chéo nhau đáng kể, nhưng cả thể cùng giới không chia sẻ lãnh thổ của chúng. Tuy nhiên, khi sinh sản, cheo cheo cái có xu hướng thiết lập một phạm vi cư trú mới. Cheo cheo Java cái thiết lập phạm vi cư trú ước tính trong khoảng 4,3 ha (11 mẫu Anh), còn cheo cheo đực sinh sống trong khoảng trung bình 5,9 ha (15 mẫu Anh). Ngoài ra, trong tự nhiên, con đực có khả năng di chuyển hằng ngày một khoảng cách trung bình đến 519 mét (1.703 ft), trong khi con cái trung bình 574 mét (1.883 ft) hằng ngày.

## Sinh sản
Cheo cheo Java có khả năng sinh sản bất cứ lúc nào trong năm, và điều này quan sát được trong điều kiện nuôi nhốt. Tuy nhiên, một số nguồn quan sát được rằng mùa sinh sản của cheo cheo Java trong tự nhiên diễn ra từ tháng 11 đến tháng 12. Ngoài ra, cheo cheo cái có khả năng mang thai xuyên suốt cuộc đời trưởng thành của chúng, và khả năng thụ thai chỉ 85-155 phút sau khi sinh. Thai kỳ cheo cheo Java thường xuyên kéo dài 4,5 tháng, hoặc 144 ngày. Lứa đẻ đặc thù bao gồm một cheo cheo con duy nhất, giống như một con cheo cheo trưởng thành thu nhỏ, mặc dù cặp răng cửa giống ngà voi phổ biến ở con đực không thể nhìn thấy khi cheo cheo còn nhỏ. Khối lượng trung bình của cheo cheo sơ sinh là 370 gam (13 oz), cheo cheo con tự lập có khả năng đứng trong vòng 30 phút sau khi sinh. Cheo cheo nhỏ có khả năng ăn thức ăn rắn trong vòng hai tuần, nhưng phải mất khoảng 12 tuần cheo cheo nhỏ sẽ hoàn toàn cai sữa. Tính trung bình, cheo cheo non cả đực lẫn cái, phải mất 167 ngày (~5 tháng) để đạt được khả năng động dục. Theo quan sát, cheo cheo có khả năng sống đến 14 năm trong điều kiện nuôi nhốt, nhưng tuổi thọ trong tự nhiên vẫn là một câu hỏi mở.

## Kẻ thù
Một trong những kẻ thù mà cheo cheo Java phải đối mặt là con người. Thông qua tàn phá môi trường sống, cũng như săn bắn và bẫy cheo cheo làm thực phẩm, lấy da, làm thú nuôi, con người đã làm giảm đáng kể quần thể cheo cheo Java. Cheo cheo đặc biệt dễ bị đe dọa khi bị con người săn đuổi vào ban đêm bởi vì xu hướng cứng đơ cơ thể lúc bị đèn pha chiếu sáng. Do kích thước nhỏ nên cheo cheo Java bị chó, cá sấu, mèo lớn, chim săn mồi và rắn ăn thịt phổ biến.

## Bệnh dịch
Mặc dù nghiên cứu về bệnh dịch và ký sinh trùng có ảnh hưởng đến cheo cheo Java vẫn còn non trẻ, vi rút gây tiêu chảy trâu bò (BVDV 1), vi rút dịch hạch thuộc họ flaviviridae phát hiện có trong cheo cheo Java. Cheo cheo nhiễm loại vi rút này thông qua nhiễm trùng bào thai trong thời kỳ đầu mang thai. Một khi nhiễm phải, cá thể có BVDV có thể đạt được sự dung nạp miễn dịch suốt cuộc đời.

## Tình trạng bảo tồn

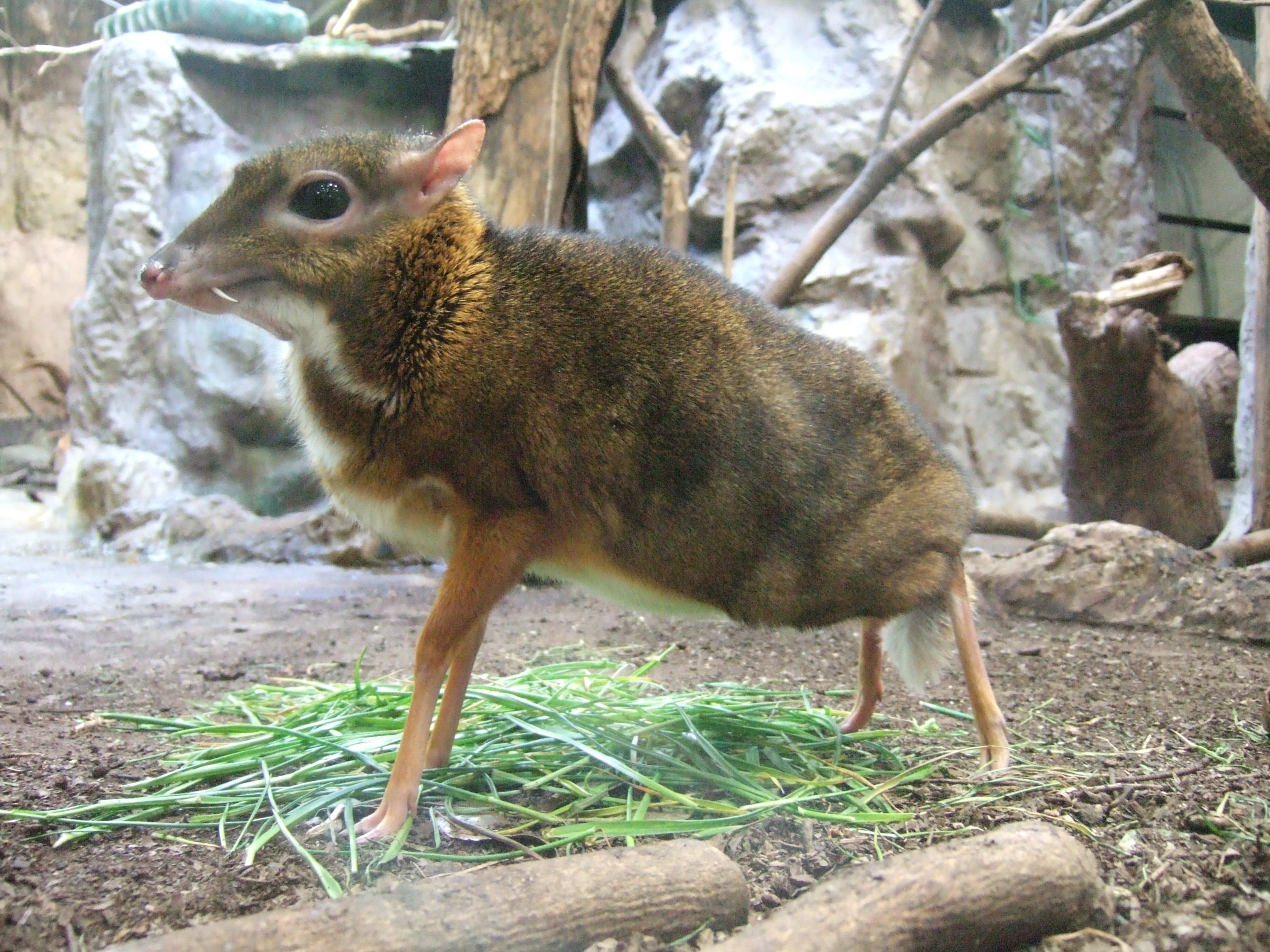
Cheo cheo Java tại vườn thú Ueno, Tokyo, Nhật Bản

Cheo cheo Java hiện được phân loại "loài thiếu dữ liệu" trong sách đỏ của Liên minh bảo tồn thiên nhiên quốc tế. Dữ liệu thiếu do không thuyết phục được khi tách biệt loài thuộc chi Tragulus, ngoài ra còn thiếu thông tin về loài Tragulus javanicus. Ngay cả so sánh của quan sát quá khứ cho biết số cheo cheo Java với những quan sát hiện tại rất không hỗ trợ nhiều giới nghiên cứu vì khả năng thiếu chính xác xảy ra cao trong đợt quan sát quá khứ. Mặc dù được liệt kê là "loài thiếu dữ liệu", nhiều khả năng suy giảm số lượng cheo cheo Java đang diễn ra, và khi điều tra thêm về vấn đề này, tình trạng sách đỏ của loài Tragulus javanicus có thể dễ dàng thay đổi thành "loài sắp bị đe dọa". Một số hoạt động bảo tồn đã được triển khai bao gồm bảo vệ loài về mặt pháp lý, trong đó, mặc dù đã có hiệu lực kể từ năm 1931, từ lúc nạn săn bắn cheo cheo Java vẫn diễn ra, vẫn không có khác biệt đáng kể nào. Ngoài ra, vài khu vực trên đảo Java mà cheo cheo thường hay lui đến đã được bảo vệ, nhưng thực thi quy định vẫn còn khá cần thiết. Một trong những nỗ lực bảo tồn lớn nhất cần có chỉ đơn giản thêm thông tin về loài: định nghĩa đầy đủ hơn về nguyên tắc phân loại, cũng như thông tin về môi trường sống và hành vi tập tính.

## Trong văn hóa dân gian
Trong lịch sử, cheo cheo được khắc họa nổi bật trong văn hóa dân gian tại Malaysia và Indonesia, nơi chúng được xem là một sinh vật tinh khôn. Nhân vật Sang Kancil, trong truyện cổ tích dân gian Kancil của người Java, là một con cheo cheo nhỏ bé nhưng khôn ngoan. Sang Kancil là một anh hùng nhỏ bé và tinh ranh, nhờ trí thông minh, nhân vật này đã đánh bại được bạo chúa và kẻ thù lớn hơn mình.